# Hydrocolus sahlbergi
Hydrocolus sahlbergi är en skalbaggsart som beskrevs av Nilsson 2001. Hydrocolus sahlbergi ingår i släktet Hydrocolus och familjen dykare. Inga underarter finns listade i Catalogue of Life.